# Marienhospital Aachen

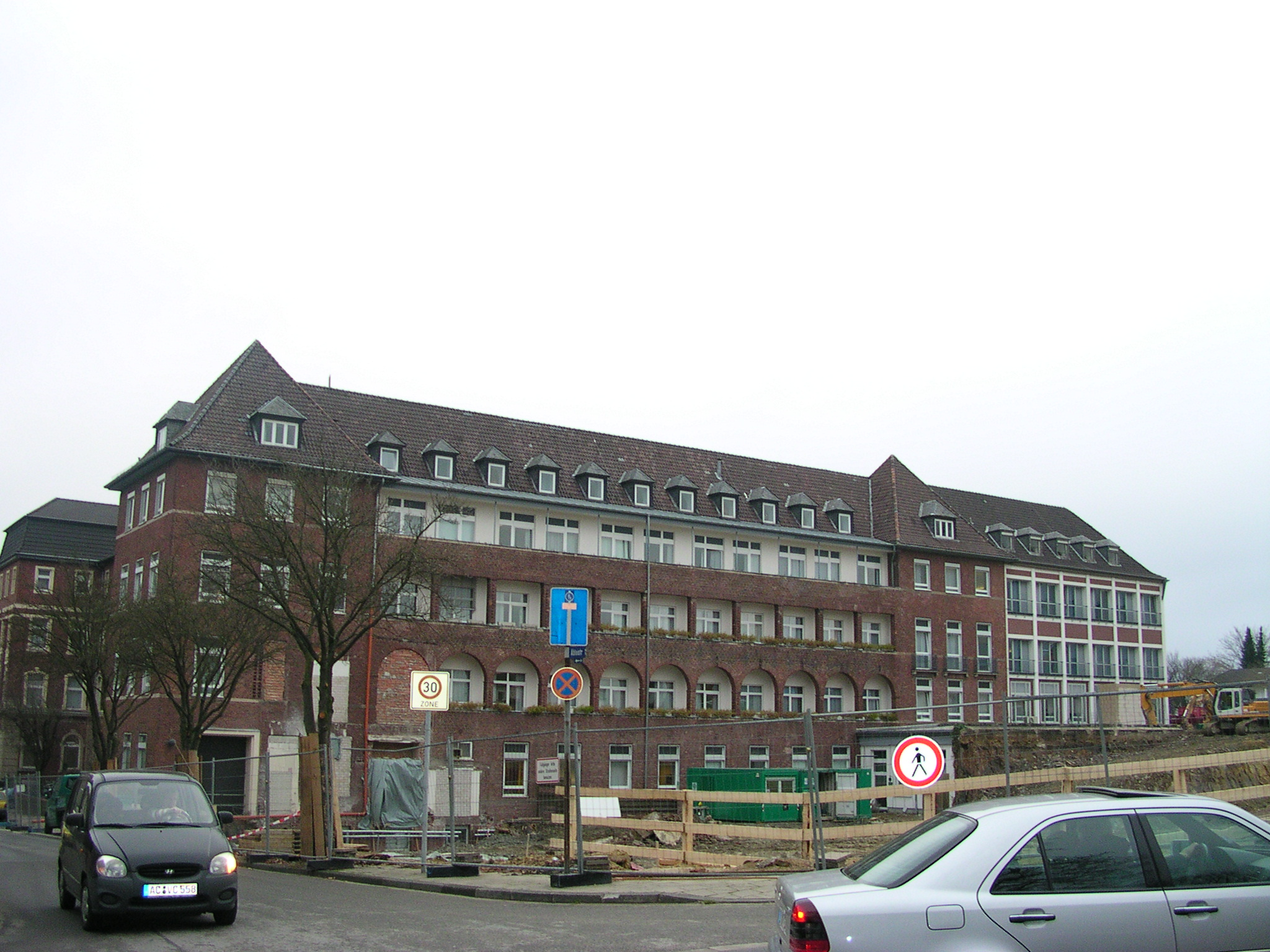
Marienhospital Aachen vor der Neubaumaßnahme

Das Marienhospital Aachen ist ein katholisches Krankenhaus im Aachener Stadtteil Burtscheid. Es betreibt als Krankenhaus der Regelversorgung und als Akademisches Lehrkrankenhaus der RWTH Aachen 310 Betten. Das Marienhospital umfasst neben 10 Fachkliniken ein Zentrum für Notfallmedizin, verschiedene Sektionen, Fachzentren, eine Belegklinik sowie Konsiliardienstliche Praxen. Die Leitung obliegt der Geschäftsführung bestehend aus dem Geschäftsführer, der Kaufmännischen Direktion, dem Ärztlichen Direktor und der Pflegedirektorin.

## Träger

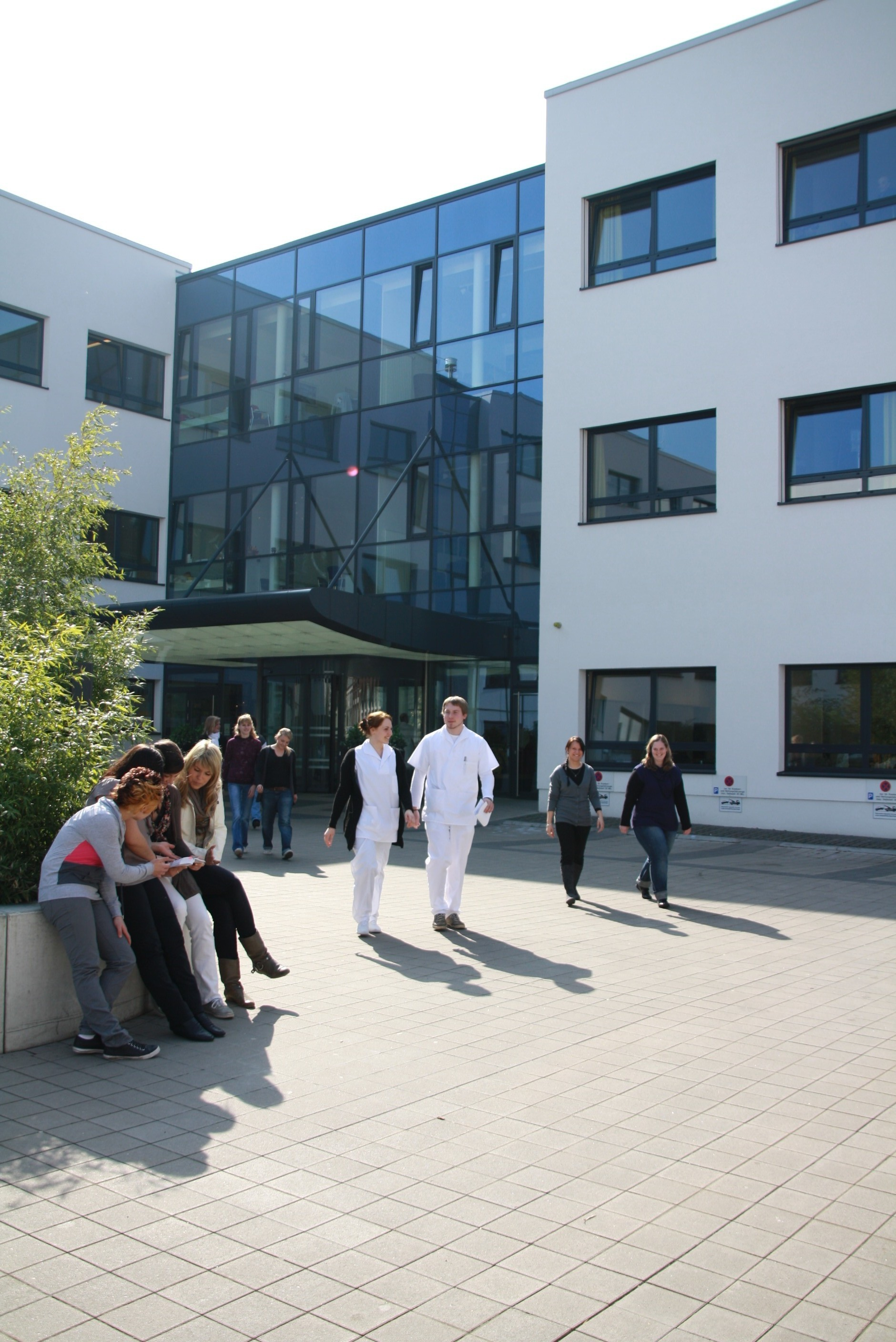
Haupteingang

Träger des Marienhospitals Aachen war bis Ende 2022 die Katholische Stiftung Marienhospital Aachen. Zum 1. Januar 2023 ist der Betrieb an die Marienhospital Aachen GmbH übergegangen. Gesellschafterinnen der Marienhospital Aachen GmbH sind die Katholische Stiftung Marienhospital Aachen und die Alexianer GmbH Münster.
Zur finanziellen Unterstützung wurde zudem 1998 ein Förderverein gegründet, der die notwendigen Mittel für Investitionen und Maßnahmen beschafft.

## Abteilungen

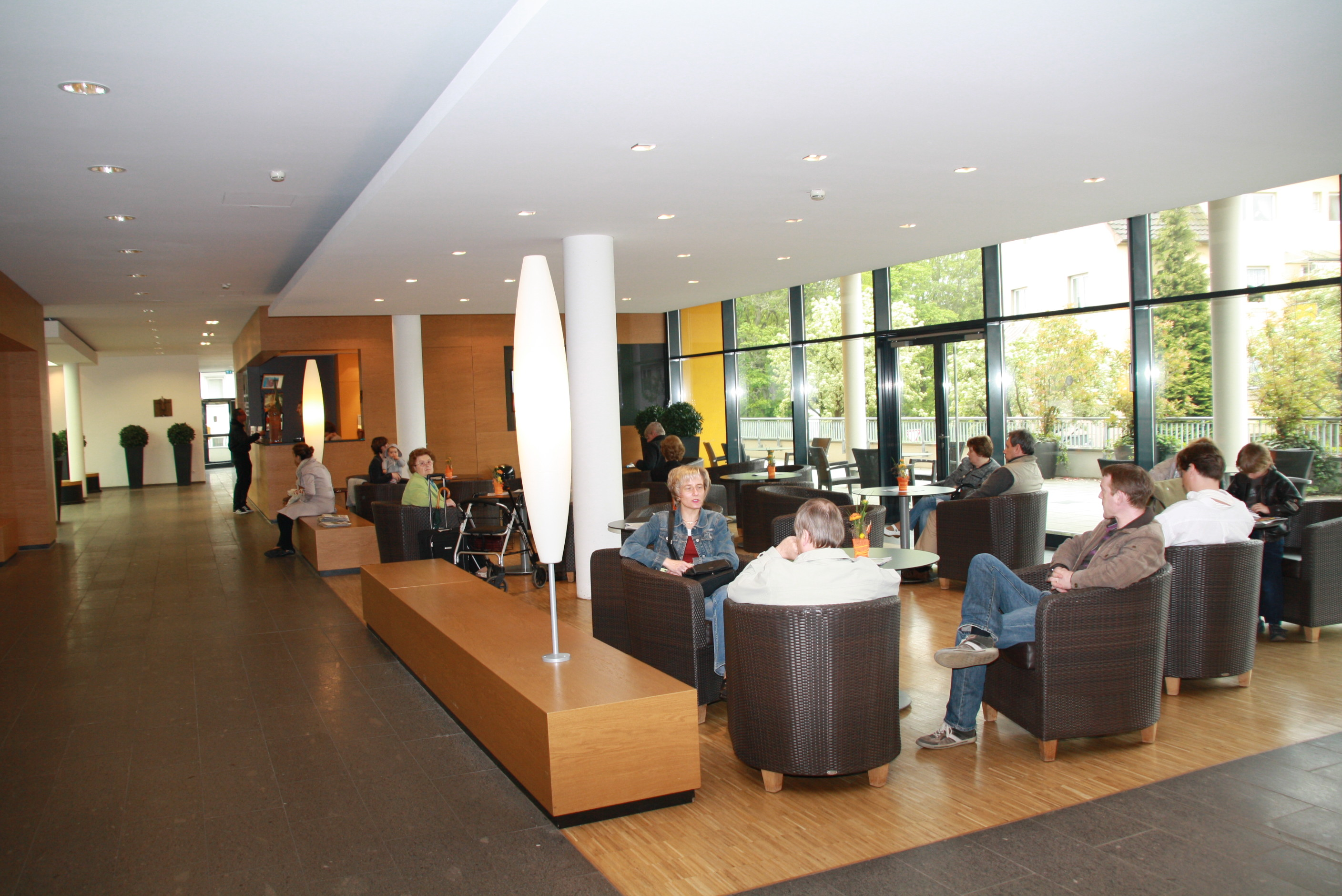
Das neue Foyer des Marienhospitals Aachen

### Fachkliniken
- Klinik für Innere Medizin, Gastroenterologie, Interventionelle Endoskopie
- Klinik für Innere Medizin, Kardiologie, Rhythmologie
- Klinik für Innere Medizin, Pneumologie
- Klinik für Allgemein-, Viszeral- und Minimalinvasive Chirurgie
- Klinik für Gefäßchirurgie
- Klinik für Orthopädie, Unfallchirurgie und Sportmedizin
- Klinik für Wirbelsäulenchirurgie
- Klinik für Gynäkologie und Geburtshilfe
- Klinik für Anästhesiologie, Intensivmedizin und Schmerztherapie
- Klinik für Diagnostische und Interventionelle Radiologie

### Sektionen
- Sektion für Plastische Chirurgie und Rekonstruktive Mikrochirurgie
- Sektion für Neurochirurgie
- Sektion für Gynäkologische Endoskopie

### Belegklinik
- Klinik für Hals-Nasen-Ohren-Heilkunde

### Fachzentren
- BrustCentrum Aachen – Kreis Heinsberg
- EndoProthetikZentrum der Maximalversorgung
- Herz- und Gefäßzentrum
- Zertifiziertes Darmzentrum
- Kompetenzzentrum für Hernienchirurgie
- Kompetenzzentrum für Minimal-invasive Chirurgie
- Zentrum für Innere Medizin
- Interdisziplinäre Intensivstation
- EUREGIO Lungenzentrum
- Zentrum für Notfallmedizin 24 Stunden

## Geschichte

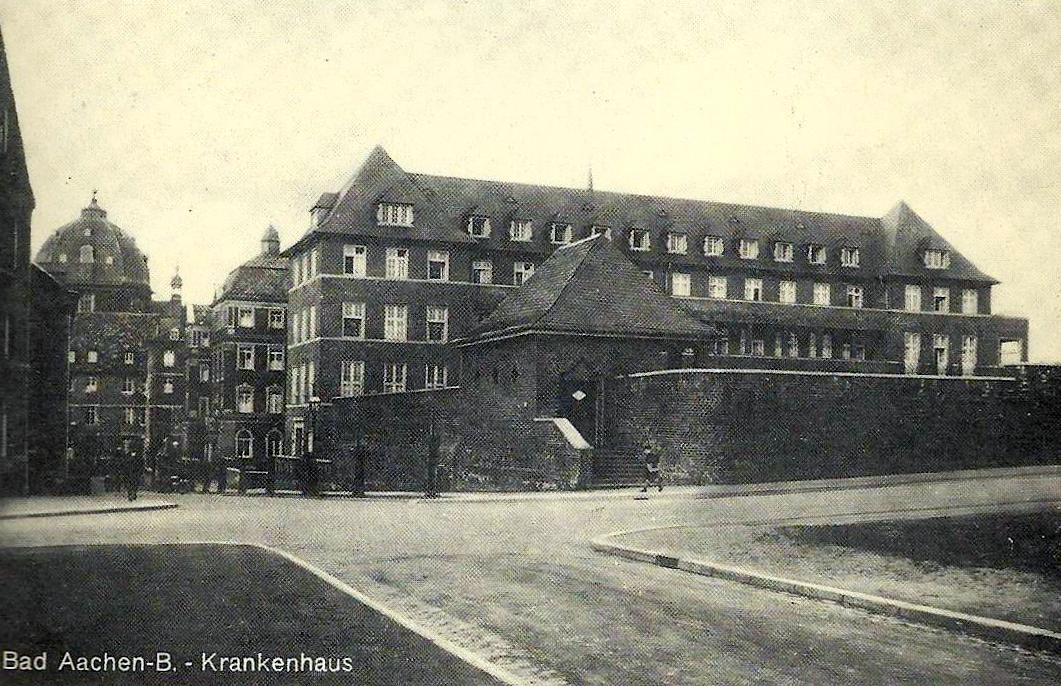
Marienhospital um 1920

Das Marienhospital wurde 1850 auf Betreiben der Pfarrer der beiden katholischen Burtscheider Kirchen St. Johann und St. Michael sowie sechs engagierter Bürger gegründet und am 1. April 1853 als Heimstätte für alte und kranke Menschen der ärmeren Schichten in einem Gebäudeflügel der früheren Reichsabtei Burtscheid eröffnet. Ausgelöst wurde die Gründung durch eine Cholera-Epidemie, die 1849 in Burtscheid herrschte.
Das Marienhospital war eines der ersten katholischen Krankenhäuser im Rheinland und hatte anfänglich 10 Betten.
Als Pflegerinnen wurden am 27. Januar 1853 die Armen-Schwestern vom heiligen Franziskus berufen. Bereits bei der Cholera-Epidemie von 1849 hatten die beiden Burtscheider Pfarrer Wilhelm Sartorius und Peter Keller die Oberin der Armen-Schwestern vom heiligen Franziskus, Mutter Franziska Schervier, gebeten, einige Schwestern zu beauftragen, in dem Untertor der früheren Burtscheider Stadtbefestigung in einem Zimmer mit fünf Betten die Pflege der Cholerakranken zu übernehmen. Dieses kleine Spital im heute nicht mehr bestehenden Untertor war damit der Vorläufer des jetzigen Marienhospitals.
Als Rechtsstruktur wählten die Träger des Hospitals die Rechtsform der Stiftung, deren Statuten am 11. September 1850 durch König Friedrich Wilhelm IV. von Preußen unterschrieben wurden.
Durch Erweiterungsbauten vergrößerte sich das Krankenhaus im Laufe der Zeit beachtlich. Nach Entwürfen von Eduard Linse wurde 1889 die Augenklinik errichtet. Die Bettenzahl stieg von den anfangs 10 stetig an und steigerte sich bis 1870 auf 60, bis 1900 auf 110 und lag im Jahr 2000 bei 342 Betten. Auch die ursprüngliche Nutzung des Hospitals wandelte sich von einer Einrichtung der Pflege alter und kranker Menschen zu einem Akutkrankenhaus. Dieser Prozess begann 1883 mit der Einrichtung einer Augenklinik und setzte sich 1908 mit der Angliederung einer chirurgischen Abteilung fort.
In der Zeit des Nationalsozialismus hatte das Marienhospital es dem Chefarzt der Chirurgie, Hermann Gatersleben, zu verdanken, dass die eugenischen Vorgaben der politischen Führung nicht umgesetzt wurden. Gatersleben hatte den Mut, den Bestimmungen des 1934 beschlossenen Gesetzes zur Verhütung erbkranken Nachwuchses zu widersprechen, und lehnte jegliche Art von Zwangssterilisationen und anderen Maßnahmen ab. Dies führte zu einem zeitweiligen Verbot für die Krankenkassen, Patienten in das Marienhospital überweisen zu lassen. Vor allem sein Einfluss als Ratsherr für die Zentrumspartei verhinderte, dass das Krankenhaus seine Unabhängigkeit verlor und dass Gatersleben seines Dienstes enthoben wurde.
Im Jahr 1957 wurde eine gynäkologische und geburtshilfliche Abteilung eingerichtet, wodurch das Marianneninstitut, ein altes und zu klein gewordenes Geburtshaus für arme Wöchnerinnen im Stadtzentrum, aufgelöst werden konnte. Seit 1999 erfolgten weitere Bauprojekte am Marienhospital, wie im Jahr 2015 der Bau und die Einrichtung einer neuen zeitgemäßen Intensivstation. Im Juli 2023 eröffneten der Neubau MARIENplus mit zwei Wahlleistungsstationen im Innenhof der Klinik.
Nach mehr als 160 Jahren Dienst am kranken Menschen musste der Orden der Armen-Schwestern vom heiligen St. Franziskus aus Nachwuchsgründen seine Arbeit einstellen. Sie wurde von dem indischen Orden Sisters of the little Flower of Bethany übernommen.